# Démographie du Suriname
Cet article contient diverses statistiques sur la démographie au Suriname, un pays du nord de l'Amérique du Sud.
En 2000 la population totale était de 525 000, contre seulement 215 000 en 1950. La plupart des ressortissants vivent dans l'étroite plaine côtière au nord du pays. La population est l'une des plus variées au monde. En dehors de l'élite, chaque groupe ethnique conserve sa propre culture et de nombreuses institutions, y compris les partis politiques, ont tendance à suivre les lignes ethniques.

## Évolution de la population

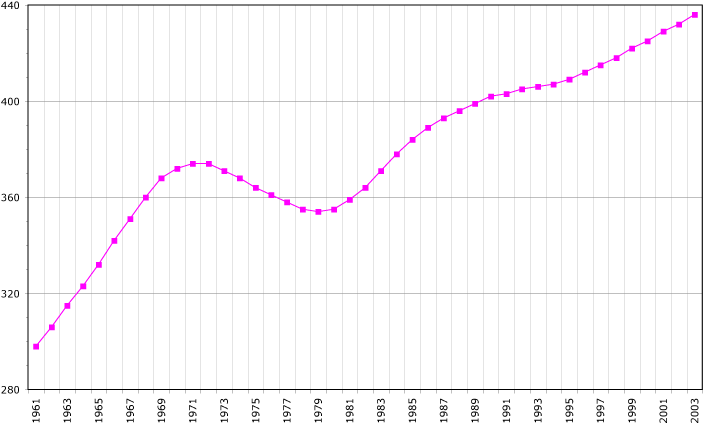
Évolution démographique